# Västra Ämterviks kyrka
Västra Ämterviks kyrka är en kyrkobyggnad som tillhör Västra Ämterviks församling i Karlstads stift. Kyrkan ligger i samhället Västra Ämtervik i Sunne kommun.

## Kyrkobyggnaden
Ursprungligen hade Östra och Västra Ämterviks socken en gemensam kyrka vid sjön Frykens östra sida.
För att slippa ro över sjön uppfördes 1672-1673 en träkyrka vid västra sidan. Träkyrkan brann dock ned 1815.
Nuvarande stenkyrka uppfördes 1818-1820 under ledning av byggmästarna Johan Westman och Nils Olsson. 9 juni 1821 invigdes kyrkan av kontraktsprosten Jonas Frykstedt. Kyrkan består av rektangulärt långhus med rakt kor i öster och en halvrund sakristia öster om koret. Vid västra kortsidan finns kyrktornet med ingång. Ytterligare ingångar finns på långhusets nord- och sydsida. Tornet är lågt och kröns med en fyrkantig lanternin av trä med kopparhuv och förgyllt kors. Långhuset täcks av ett skifferklätt sadeltak.

## Inventarier
- Dopfunten är tillverkad av driven mässing och inköpt 1704. Funten räddades när förra kyrkan brann. I cuppan finns ett dopfat av driven mässing som är förtent invändigt.
- I vapenhuset hänger en krona av trä och järn från 1700-talet.
- Över dopaltaret finns en tavla donerad till kyrkan 1959 av konstnären Erling Ärlingsson, Västra Ämtervik.
- Predikstol och altaruppsats är tillverkade 1825 Nils Olsson.
- Innanför altarringen finns två änglaskulpturer på piedestaler utförda 1755 av Isak Schullström. Skulpturerna fanns i förra kyrkan.
- Altartavlan är målad 1825 av Per Berggren.

### Orgel
- 1893 byggde E. A. Setterquist & Son, Örebro, (med Gustaf Adolf S. som direktör) en orgel med 9 stämmor.
- 1927 byggde E. A. Setterquist & Son, Örebro, (med Erik Gustaf Gunnar S. som direktör) pneumatisk orgel. Fasaden är från 1893 års orgel. Den hade 4 fria kombinationer och registersvällare.
- 1975 ändrades orgel av Jan-Erik Straubel i Karlstad.

| Huvudverk I         | Svällverk II  | Pedal            | Koppel    |
| Principal 8’        | Rörflöjt 8’   | Subbas 16’       | I/P       |
| Flûte harmonique 8’ | Kvintadena 4’ | Ekobas 8’ (tr l) | II/P      |
| Borduna 8’          | Blockflöjt 2’ | Oktavbas 4'      | II/I      |
| Oktava 4’           | Nasat 1 1⁄3’  |                  | I 4'/I    |
| Oktava 2’           | Principal 1'  |                  | II 16'/II |
| Terz 1 3⁄5’         | Krumhorn 8'   |                  |           |
| Mixtur 3 chor       |               |                  |           |

### Webbkällor
- Kyrkor i Karlstads stift Del II, Utgiven av Värmlands Museum och Karlstads stift, 2008, ISBN 91-85224-72-3
- Länsstyrelsen Värmland
- anläggningspresentation
- byggnadspresentation